# Briançonnais microcontinent
| Geologie van de Alpen |
| --- |
| Weisshorn |
| Tektonische indeling |
| Molassebekken |
| Helvetische Zone |
| Penninische Dekbladen |
| Austroalpiene Dekbladen |
| Zuidelijke Alpen |
| Geologische structuren |
| Aarmassief · Dent Blanche-nappe · Engadin-venster · Hohe Tauern-venster · Periadriatische lijn · Ivrea-zone · Lepontin dome · Rhône-Simplonlijn · Sesia-zone |
| Paleogeografische gebieden |
| Valais-oceaan |
| Briançonnais microcontinent |
| Piëmont-Liguriëbekken |
| Apulische of Adriatische plaat |
| Portaal Geologie |

Het Briançonnais microcontinent of Briançonnais terrein is een stuk paleocontinentale korst, dat in de Penninische nappe-opeenvolging in de Alpen wordt herkend en paleogeografisch gereconstrueerd werd.
Volgens sommige reconstructies was het Briançonnais microcontinent eigenlijk een deel van het microcontinent Iberia, waar behalve het Iberisch Schiereiland ook Corsica, Sardinië en de Balearen toe behoorden. Omdat het moeilijk is de paleogeografische ligging van sterk gedeformeerde stukken korst te reconstrueren, zijn niet alle geologen het hierover eens.
Het Briançonnais microcontinent is genoemd naar de Franse stad Briançon.